# Бабаджан, Рамз Насырович
Рамз Насырович Бабаджан (настоящая фамилия — Бабаджанов; 2 декабря 1921 — 31 декабря 2008) — узбекский поэт и драматург, журналист. Лауреат Государственной премии СССР (1972). Народный поэт Узбекской ССР (1981).

## Биография
Родился в Ташкенте 2 декабря 1921 года.
Образование получил в училище образования и воспитания, а затем в Ташкентском государственном педагогическом институте (факультет языка и литературы). Работал журналистом в газете, на радио, позже стал директором Издательства литературы и искусства. Был заместителем председателя Союза писателей Узбекистана.

## Творчество
Первый сборник стихов Бабаджана вышел в 1939 году. Перу Бабаджана принадлежат сборники поэзии «Новые рубаи», «Солнце в зрачках», «Да, я — азиат», «Поклон любви», а также поэмы «Юсуф и Зулейха» и «Живая вода» (за последнюю ему была вручена Государственная премия СССР).
Бабаджан перевёл на узбекский язык ряд произведений А. С. Пушкина, М. Ю. Лермонтова, Н. А. Некрасова, А. Т. Твардовского, Г. Ибсена и др.

## Награды и премии
- орден Трудового Красного Знамени (01.12.1981)
- 2 ордена «Знак Почёта» (...; 18.03.1959)[1]
- Государственная премия СССР (1972) — за поэму «Живая вода» (1969)
- Заслуженный деятель искусств Узбекской ССР (29.12.1971)[2]
- Народный поэт Узбекской ССР (1981)
- Орден «Эл-юрт хурмати» (1999)[3]